# Smrtne nesreće u Formuli 1

## Vozači koji su poginuli naGrand Prixvikendima
| Sezona | Vozač               | Datum nesreće | Utrka                   | Staza             | Bolid          | Događaj       |
| ------ | ------------------- | ------------- | ----------------------- | ----------------- | -------------- | ------------- |
| 1953.  | Chet Miller         | 15. svibnja   | 500 milja Indianapolisa | Indianapolis      | Kurtis Kraft   | Trening       |
| 1954.  | Onofre Marimón      | 31. srpnja    | VN Njemačke             | Nürburgring       | Maserati 250F  | Trening       |
| 1955.  | Manny Ayulo         | 16. svibnja   | 500 milja Indianapolisa | Indianapolis      | Kurtis Kraft   | Trening       |
| 1955.  | Bill Vukovich       | 30. svibnja   | 500 milja Indianapolisa | Indianapolis      | Kurtis Kraft   | Utrka         |
| 1957.  | Keith Andrews       | 15. svibnja   | 500 milja Indianapolisa | Indianapolis      | Kurtis Kraft   | Trening       |
| 1958.  | Pat O'Connor        | 30. svibnja   | 500 milja Indianapolisa | Indianapolis      | Kurtis Kraft   | Utrka         |
| 1958.  | Luigi Musso         | 6. lipnja     | VN Francuske            | Reims-Gueux       | Ferrari 246 F1 | Utrka         |
| 1958.  | Peter Collins       | 3. kolovoza   | VN Njemačke             | Nürburgring       | Ferrari 246 F1 | Utrka         |
| 1958.  | Stuart Lewis-Evans  | 19. listopada | VN Maroka               | Ain-Diab          | Vanwall        | Utrka         |
| 1959.  | Jerry Unser Jr.     | 2. svibnja    | 500 milja Indianapolisa | Indianapolis      | Kuzma          | Trening       |
| 1959.  | Bob Cortner         | 19. svibnja   | 500 milja Indianapolisa | Indianapolis      | Cornis         | Trening       |
| 1960.  | Chris Bristow       | 19. lipnja    | VN Belgije              | Spa-Francorchamps | Cooper T51     | Utrka         |
| 1960.  | Alan Stacey         | 19. lipnja    | VN Belgije              | Spa-Francorchamps | Lotus 18       | Utrka         |
| 1961.  | Wolfgang von Trips  | 10. rujna     | VN Italije              | Monza             | Ferrari 156    | Utrka         |
| 1973.  | Roger Williamson    | 29. srpnja    | VN Nizozemske           | Zandvoort         | March          | Utrka         |
| 1973.  | François Cevert     | 6. listopada  | VN SAD                  | Watkins Glen      | Tyrrell        | Kvalifikacije |
| 1974.  | Helmuth Koinigg     | 6. listopada  | VN SAD                  | Watkins Glen      | Surtees        | Utrka         |
| 1975.  | Mark Donohue        | 19. kolovoza  | VN Austrije             | Österreichring    | March          | Trening       |
| 1977.  | Tom Pryce           | 5. ožujka     | VN Južne Afrike         | Kyalami           | Shadow DN8     | Utrka         |
| 1978.  | Ronnie Peterson     | 10. rujna     | VN Italije              | Monza             | Lotus 78       | Utrka         |
| 1982.  | Gilles Villeneuve   | 8. svibnja    | VN Belgije              | Zolder            | Ferrari 126C   | Kvalifikacije |
| 1982.  | Riccardo Paletti    | 13. lipnja    | VN Kanade               | Montréal          | Osella         | Utrka         |
| 1994.  | Roland Ratzenberger | 30. travnja   | VN San Marina           | Imola             | Simtek S941    | Kvalifikacije |
| 1994.  | Ayrton Senna        | 1. svibnja    | VN San Marina           | Imola             | Williams FW16  | Utrka         |
| 2014.  | Jules Bianchi       | 5, listopada  | VN Japana               | Suzuka            | Marussia MR03  | Utrka         |

## Vozači koji su poginuli vozeći bolid Formule 1
Popis uključuje vozače koji su poginuli vozeči bolid Formule 1 na testiranjima, utrkama Formule 1 koje se nisu bodovale za prvenstvo ili nekim drugim utrkama.
| Godina | Vozač               | Datum nesreće | Utrka / Događaj                 | Staza          | Bolid            | Događaj    |
| ------ | ------------------- | ------------- | ------------------------------- | -------------- | ---------------- | ---------- |
| 1952.  | Cameron Earl        | 18. lipnja    | Test                            | MIRA           | ERA              | Testiranje |
| 1953.  | Charles de Tornaco  | 18. rujna     | Modena Grand Prix               | Modena         | Ferrari Tipo 500 | Trening    |
| 1955.  | Mario Alborghetti   | 11. travnja   | Pau Grand Prix                  | Pau            | Maserati 4CLT    | Utrka      |
| 1957.  | Eugenio Castellotti | 14. ožujka    | Test                            | Modena         | Ferrari 801      | Testiranje |
| 1960.  | Harry Schell        | 13. svibnja   | BRDC International Trophy       | Silverstone    | Cooper T51       | Trening    |
| 1961.  | Shane Summers       | 1. lipnja     | Silver City Trophy              | Brands Hatch   | Cooper           | Trening    |
| 1961.  | Giulio Cabianca     | 15. lipnja    | Test                            | Modena         | Cooper T51       | Testiranje |
| 1971.  | Jo Siffert          | 24. listopada | World Championship Victory Race | Brands Hatch   | BRM P160         | Utrka      |
| 1974.  | Peter Revson        | 22. ožujka    | Test                            | Kyalami        | Kyalami DN3      | Testiranje |
| 1977.  | Brian McGuire       | 29. kolovoza  |                                 | Brands Hatch   | McGuire BM1      | Trening    |
| 1980.  | Patrick Depailler   | 1. kolovoza   | Test                            | Hockenheimring | Alfa Romeo 179   | Testiranje |
| 1986.  | Elio de Angelis     | 14. svibnja   | Test                            | Paul Ricard    | Brabham BT55     | Testiranje |

## Gledatelji, mehaničari i suci kraj staze
| Godina | Osoba             | Status               | Datum nesreće | Utrka / Događaj         | Staza          | Opis |
| ------ | ----------------- | -------------------- | ------------- | ----------------------- | -------------- | ---- |
| 1953.  | 10 osoba*         | gledatelji           | 18. siječnja  | VN Argentine            | Buenos Aires   | 1    |
| 1960.  | Fred Linder       | gledatelj            | 30. svibnja   | 500 milja Indianapolisa | Indianapolis   | 2    |
| 1960.  | William Craig     | gledatelj            | 30. svibnja   | 500 milja Indianapolisa | Indianapolis   | 2    |
| 1960.  | 1 osoba           | gledatelj            | 6. lipnja     | VN Nizozemske           | Zandvoort      | 3    |
| 1961.  | 14 osoba          | gledatelji           | 10. rujna     | VN Italije              | Monza          | 4    |
| 1962.  | Ange Baldoni      | sudac                | 3. lipnja     | VN Monaka               | Monaco         | 5    |
| 1963.  | Günther Schneider | sudac                | 4. kolovoza   | VN Njemačke             | Nürburgring    | 6    |
| 1975.  | 5 osoba           | gledatelji           | 27. travnja   | VN Španjolske           | Montjuïc       | 7    |
| 1975.  | Manfred Schaller  | sudac                | 19. kolovoza  | VN Austrije             | Österreichring | 8    |
| 1977.  | Jansen Van Vuuren | sudac                | 5. ožujka     | VN Južne Afrike         | Kyalami        | 9    |
| 1977.  | 3 osobe           | fotograf, gledatelji | 23. listopada | VN Japana               | Fuji           | 10   |
| 1981.  | Giovanni Amadeo   | mehaničar            | 17. svibnja   | VN Belgije              | Zolder         | 11   |

| Opis |
| --- |
| ^1 Na prvoj utrci Formule 1 1953. u Argentini, šest argentinskih vozača nastupilo je na utrci, te je interes za utrku bio golem. Predsjednik Argentine Juan Perón omogućio je slobodan pristup utrci. Neslužbeni podaci govore da je na utrci bilo čak 400 000 gledatelja. Na mnogim djelovima staze, zaštitne ograde nije bilo, a na nekim su gledatelji prije starta preskakali ograde, našavši se na stazi. Preskakanja ograde bilo je i na utrci, te su ljutit vozači gestikulirali gledateljima da se pomaknu sa staze. U 32. krugu jedan od gledatelja zalutao je na stazu ispred bolida Nina Farine. Talijan je pokušao izbjeći gledatelja, te je izgubio kontrolu nad bolidom, izletio i usmrtio 10 ljudi pokraj staze. - Iako službeni podaci navode 10 poginulih gledatelja, vjeruje se da je više gledatelja kasnije preminulo od zadobivenih ozljeda. |
| ^2 Linder i Craig su poginuli, a još 82 gledatelja je bilo ozlijeđeno kada se srušila ručno izrađena dodatna tribina za gledatelje visoka nešto više od devet metara. |
| ^3 U 11. krugu na VN Nizozemske 1960., došlo je do kvara na kočnicama BRM bolida Dana Gurneya. Bolid je izletio na travnatu površinu, pri čemu je udario jednog gledatelja koji je preminuo. |
| ^5 Na startu VN Monaka 1962., u prvom zavoju Gazometre, došlo je do sudara u kojem su sudjelovali Richie Ginther, Dan Gurney i Maurice Trintignant, pri čemu se stražnji desni kotač na Gintherovom BRM bolidu odvojio, pogodio i usmrtio suca kraj staze, 52-godišnjeg Angea Baldonija. |